# Batalla del Monte Porzio

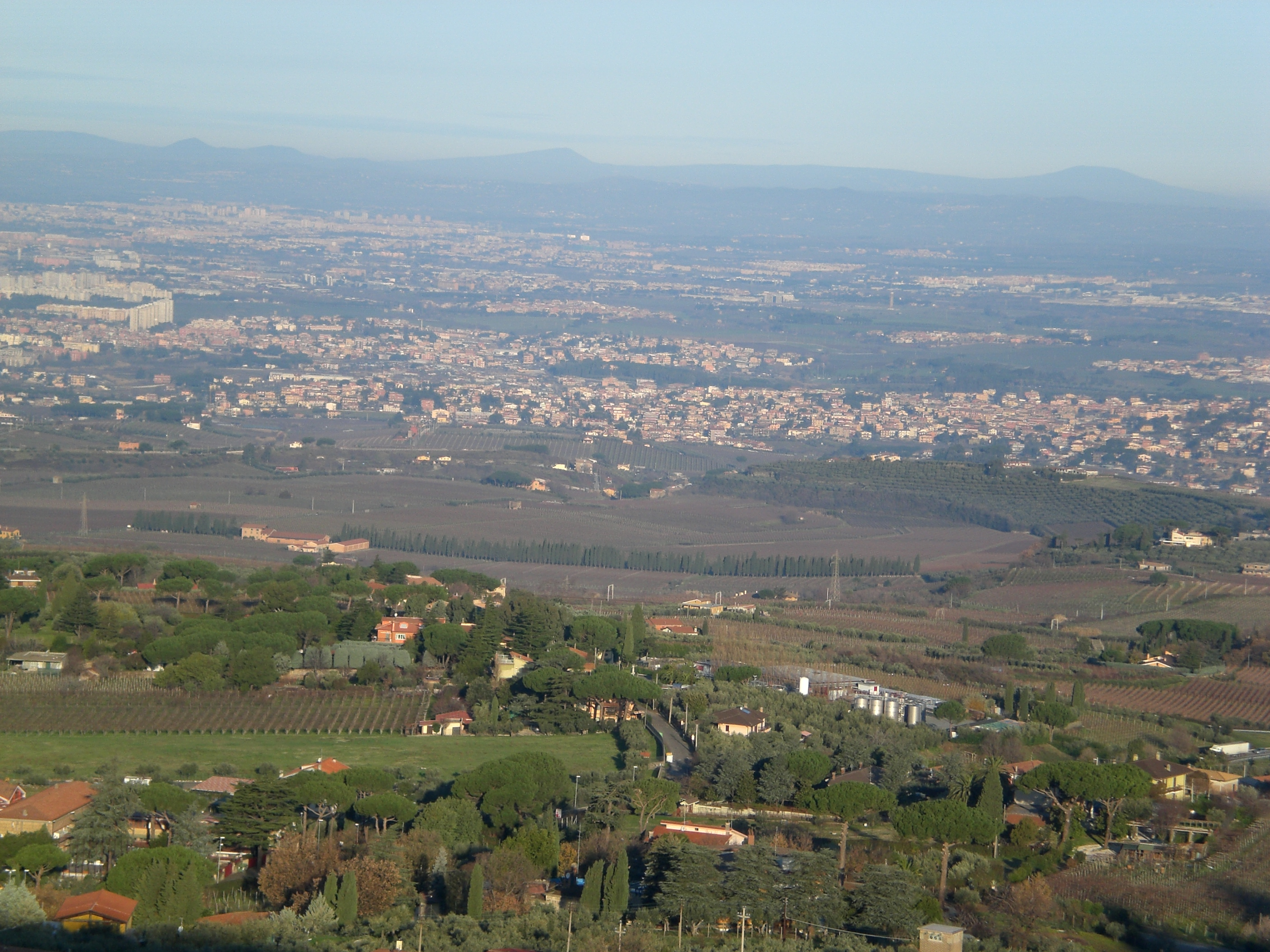
Vista de Prataporci, lugar de la batalla desde el Monte Porzio Catone

La batalla del Monte Porzio o batalla de Tusculum se libró el 29 de mayo de 1167 entre los ejércitos del Sacro Imperio y de la Comuna de Roma en el llano de "Prataporci", entre la pequeña colina de Monte Porzio Catone y las murallas Tusculum, a unos 25 kilómetros al sureste de Roma. En la Chronica Universalis, Sicardo situaba la batalla en un paraje "... cerca del Monte Porzio".
En la batalla, el ejército de la "Comuna de Roma", el "mayor ejército que Roma había enviado al campo de batalla en siglos" fue derrotado por las tropas del Emperador del Sacro Imperio Federico I Barbarroja y de los príncipes locales de Tusculum y Albano.

## Trasfondo de la batalla
La batalla del Monte Porzio forma parte de la larga lucha mantenida entre las ciudades-estado italianas y el Sacro Imperio.
En 1166, Barbarroja partió hacia Italia para deponer al papa antiimperialista Alejandro III y situar en Letrán al antipapa Pascual III, que había sido nombrado según sus dictados. Los príncipes electores Reinaldo de Dassel y Christian de Buch fueron enviados a la región del Lazio con el fin de conquistar las ciudades que se opusieran al emperador.
El 18 de mayo, Reinaldo se apoderó de Civitavecchia, tras lo que se dirigió a Tusculum, ciudad aliada, posiblemente a petición del conde Raino. Los "Ejércitos comunales romanos" habían estado acosando Tusculum pese a la insistencia del papa Alejandro III de que se abstuvieran de ello. Tras la llegada de Reinaldo a Tusculum, el Cónsul de la Comuna envió un ejército y puso sitio a la ciudad.
Raino y Reinaldo informaron a Christian, que se encontraba asediando Ancona al frente de un ejército formado, entre otros, por Alejandro II obispo de Lieja, Roberto III de Loritello y Andrea de Rupecanina. No sabemos con certeza de cuántos hombres se componía este contingente, pero se estima entre 500 y 1300 hombres, más otros 300 en la ciudad sitiada.

## La batalla
Christian acudió en ayuda de los sitiados y acampó su ejército junto a la colina, desde donde trató de lograr una salida negociada con los Comunales. El ejército romano rechazó cualquier intento de acercamiento, y lanzó su ataque el Domingo de Pentecostés con todas sus fuerzas, un total de 10 000 hombres, al frente de las cuales pudo haber estado Oddo Frangipani. El ejército imperial era muy inferior en número, pero estaba formado por hombres veteranos y bien equipados.
Aunque en un primer momento los comunales hicieron retroceder al ejército imperial, la caballería consiguió pronto frenar a la infantería romana. Dos cargas lanzadas desde Tusculum dividieron a los romanos; mientras una de ellas se dirigía contra el flanco del ejército, la otra rompía contra el centro de las líneas italianas. La caballería romana huyó, momento que aprovecharon los mercenarios brabantinos para lanzarse contra el campamento romano. Un tercio de las fuerzas comunales consiguió alcanzar Roma antes de la noche. Miles de hombres fueron hechos prisioneros y enviados a Viterbo, y otros muchos murieron en batalla o durante la retirada.

## Consecuencias
El papa y Oddo buscaron refugio en el Coliseo a la espera de refuerzos, y la ciudad se preparó para el asedio. Más tarde, Alejandro III huyó a Benevento y el emperador Barbarroja capturó Roma, aunque su ejército se vio obligado a retirarse a Alemania poco después como consecuencia de la malaria y la peste.